# 戈亚尼拉
戈亚尼拉是巴西戈亚斯州的一个市镇。总面积200.402平方公里，总人口24492人，人口密度122.2人/平方公里。